# Ассус, Мехди
Мехди́ Ассу́с (араб. المهدي عزوز‎; род. 25 сентября 1977) — алжирский боксёр, представитель наилегчайшей весовой категории. Выступал за сборную Алжира по боксу в середине 1990-х годов, серебряный призёр Средиземноморских игр в Бари, победитель и призёр турниров международного значения, участник летних Олимпийских игр в Атланте.

## Биография
Мехди Ассус родился 25 сентября 1977 года.
Впервые заявил о себе в 1994 году, выиграв серебряную медаль на юниорском международном турнире в итальянской Сардинии. В том же году выступил на чемпионате мира среди юниоров в Стамбуле, где сумел дойти до стадии 1/8 финала наилегчайшей весовой категории — проиграл россиянину Гайдарбеку Гайдарбекову (был дисквалифицирован во втором раунде).
В 1996 году Ассус вошёл в основной состав алжирской национальной сборной и завоевал серебряную медаль на чемпионате Африки, где так же проходила африканская олимпийская квалификация — единственное поражение потерпел в решающем финальном поединке от тунисца Моэза Земзени. Позже боксировал на международном турнире «Хиральдо Кордова Кардин», где дошёл до четвертьфинала.
Благодаря череде удачных выступлений удостоился права защищать честь страны на летних Олимпийских играх 1996 года в Атланте — в первых двух поединках категории до 51 кг благополучно прошёл папуанца Говарда Герео и аргентинца Омара Андреса Нарваэса, но в четвертьфинале был остановлен представителем Румынии Золтаном Лункой.
После атлантской Олимпиады Ассус ещё в течение некоторого времени оставался в составе боксёрской команды Алжира и продолжал принимать участие в крупнейших международных турнирах. Так, в 1997 году он выиграл серебряную медаль на Средиземноморских играх в Бари — в финале наилегчайшего веса уступил местному итальянскому боксёру Кармине Моларо. Кроме того, взял бронзу на международном турнире «Трофео Италия» в Неаполе, где в полуфинале был побеждён итальянцем Серджио Спатафорой.